# Pringy FR
| FR ist das Kürzel für den Kanton Freiburg in der Schweiz. Es wird verwendet, um Verwechslungen mit anderen Einträgen des Namens Pringy zu vermeiden. |

Pringy ist eine Ortschaft in der Gemeinde Gruyères des Kantons Freiburg in der Schweiz. Seine Bewohner werden Pringyennes beziehungsweise Pringyens genannt.

## Lage
Der Ort liegt am Fusse des Greyerzer Schlosshügels südöstlich von Gruyères, 35 Kilometer von der Kantonshauptstadt Freiburg und 6 ½ Kilometer von Bulle entfernt. Am Dorfrand von Pringy befindet sich der Bahnhof Gruyères der Bahnstrecke Bulle–Montbovon.

## Schaukäserei
In Pringy ist die Schaukäserei La Maison du Gruyère zu finden. Sie wurde 1969 erbaut und 2000 erweitert. Die Schaukäserei zeigt die Geschichte und die Traditionen, die mit dem Greyerzer Käse verbunden sind. Von der Besuchergalerie aus können die Touristen die Herstellung des Gruyère verfolgen.

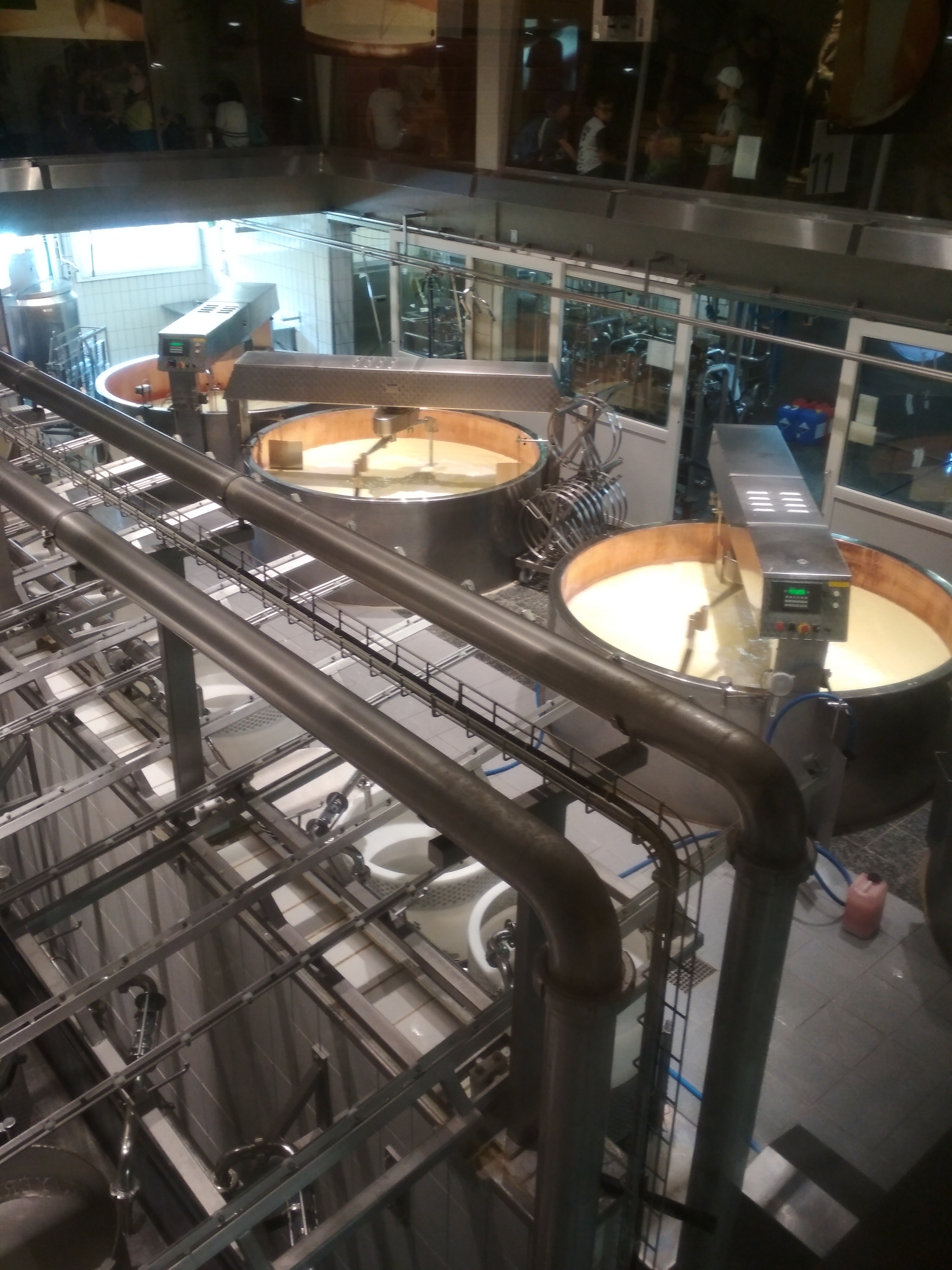
La Maison du Gruyère
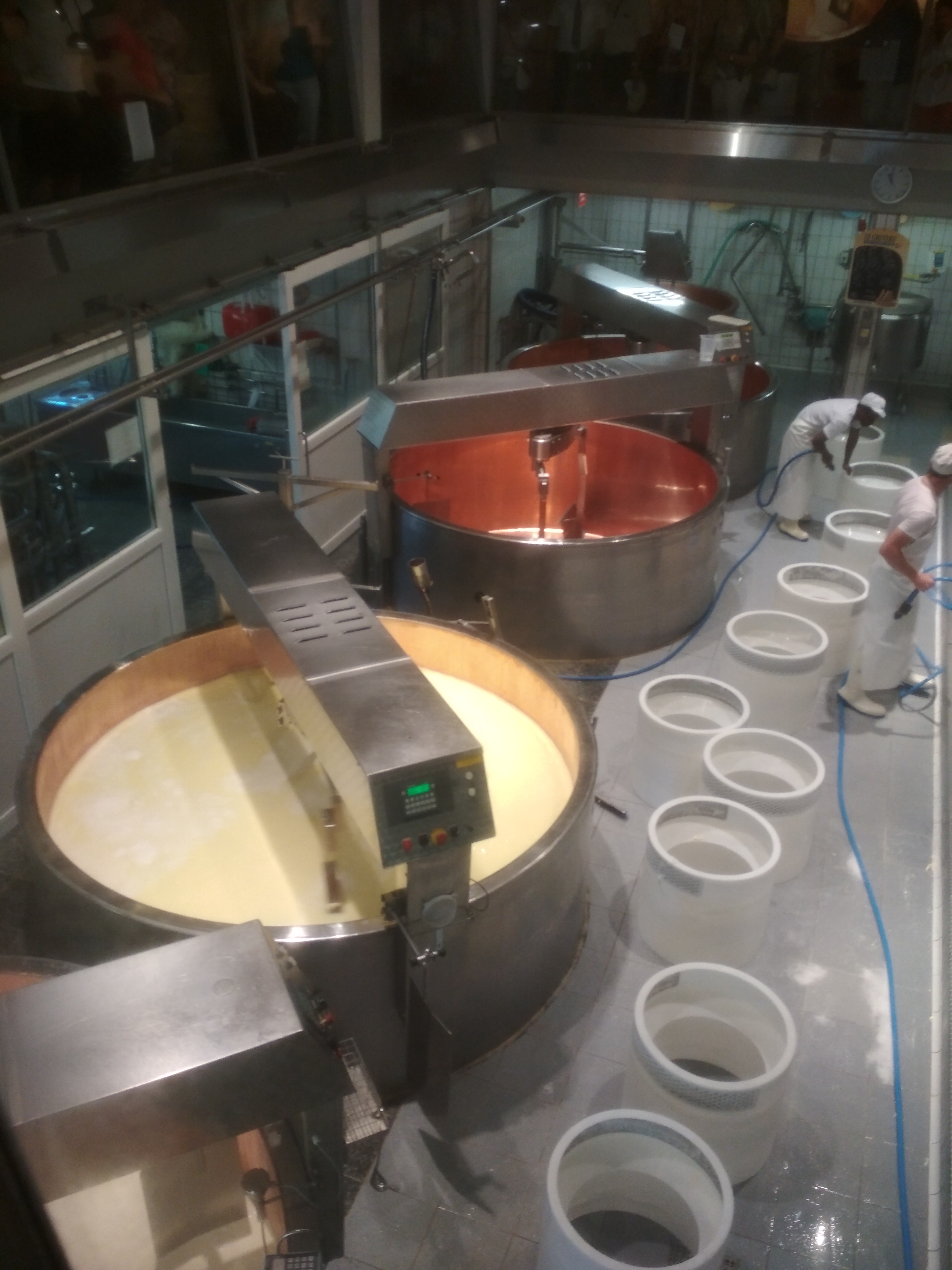
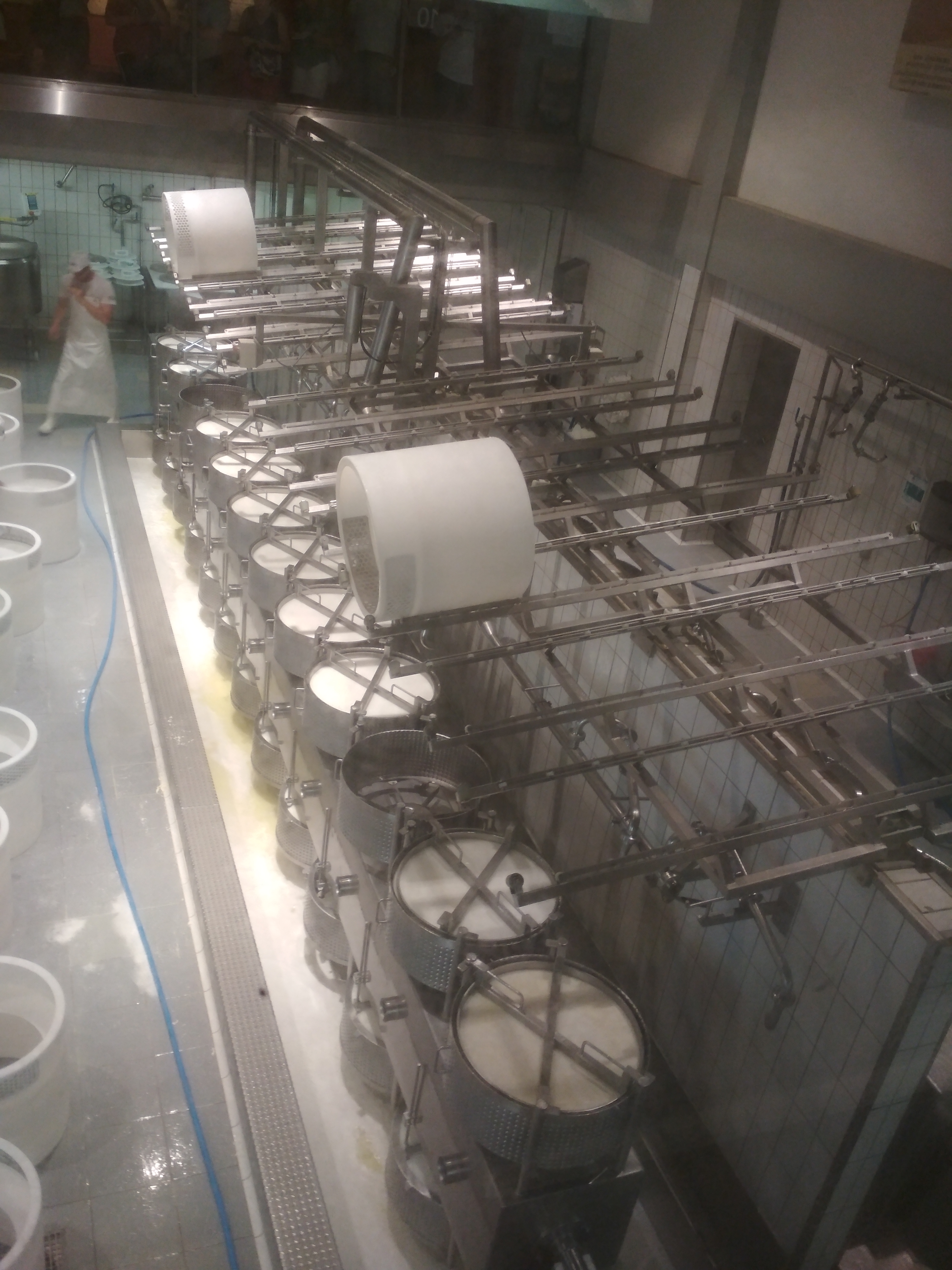
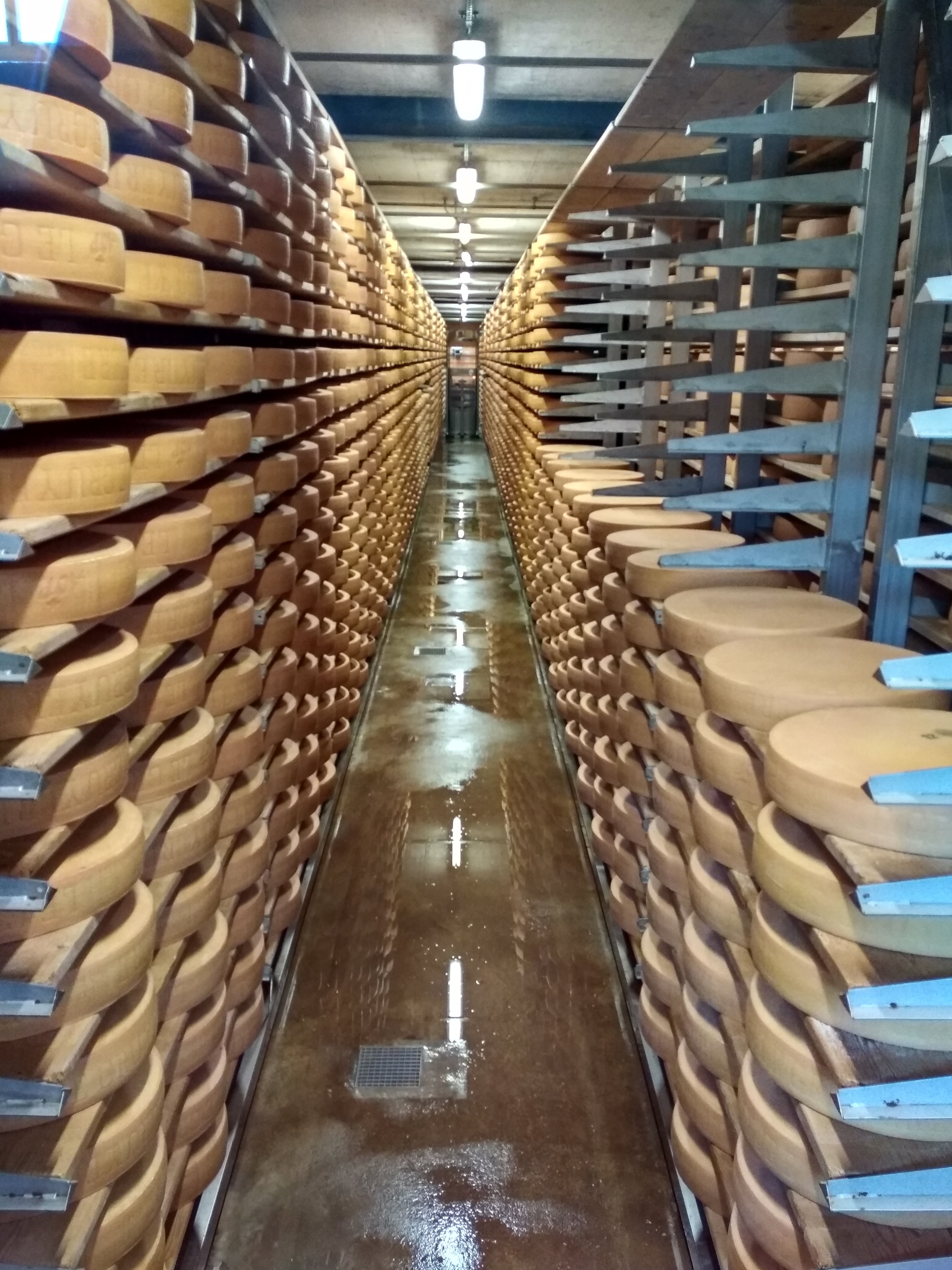
Käselager

## Kapelle Sainte-Agathe
Die Kapelle Sainte-Agathe stammt aus dem Jahr 1811. Deren sieben Buntglasfenster sind das letzte Werk des Malers Alfred Manessier.

## Persönlichkeiten
- Marcel Imsand (1929–2017), Fotograf und Fotoreporter